# Llista de gèneres de hip-hop
La música hip-hop es pot subdividir en subgèneres, fusions amb altres gèneres i escenes regionals de hip-hop.

## Període històric
- Raízes do hip hop
- Old school hip hop
- New school hip hop
- Era do ouro do hip hop

## Estils derivats
- Alternative hip hop
- Bounce music
- Breakbeat
- Chopper rap
- Chopped and screwed
- Christian hip hop
- Cloud rap
- R&B contemporani
- Crunk
- Dirty rap
- Electro-hop
- Experimental hip hop
- Freestyle rap
- Funk rap
- Gangsta rap
- Ghetto house
- Ghettotech
- Glitch-hop
- Grime
- Hardcore hip hop
- Hip-hop soul
- Hip-house
- Horrorcore
- Industrial hip hop
- Islamic hip hop
- Jazz rap
- Jersey club
- Mafioso rap
- Modern Club hip hop
- Mumble rap
- Neo soul
- Nerdcore hip hop
- Political hip hop
- Swing hip hop
- Rapso
- Rap metal
- Rap rock
- Rapcore
- Samba rap
- Stronda music
- Trap
- Turntablism
- Underground hip hop
- Urban Pasifika